# هوريا بونجو
إتش. بونجو، أو هوريا بونجو، (ولد كما ذكرت التقارير باسم بيركو، بينامين أو هيرونيم هايموفيتشي، معروف أيضًا باسم بونجو هايموفيتشي، هايموفيتشي بونجو، 19 مايو 1893- 27 أبريل 1950)، روائي روماني وشاعر وصحافي ومترجم، ذاع صيته كشخصية غير نمطية ضمن الوسط التجديدي في بلاده. كان عمله الذي تضمن روايتين والعديد من المجلدات الشعرية، عبارة عن مزيج من تأثيرات المدارس الأدبية المتنوعة في أوروبا الحداثة، وعلى غير العادة في سياق الأدب الروماني، وقد استعار بشكل كبير من الحركات الألمانية المولودة مثل التعبيرية. إن التخيل الذاتي والتفاصيل القاسية في روايات بونجو تجعله الشخصية الأبرز بين المؤلفين الرومانسيين بالذات، في حين أن رصده للغريب وغير المألوف يجعل منه واحدًا من السرياليين والرومانسيين الجدد في البلاد.
قوبل بالمعارضة من المؤسسة الأدبية عندما عرفت مواده الإيروتيكية على نطاق واسع، وأبعد من ذلك، فقد تعرض للتهميش لكونه يهوديًا حتى أنه حوكم في ثلاثينيات القرن العشرين استنادًا إلى تهمة «الأدب الإباحي». مُنع عمله من قبل الحركات الفاشية المحلية وخضع بعد ذلك للرقابة من قبل النظام الشيوعي. أثار حوله الجدل بسبب رفضه التحزب ضمن أي حركة ثقافية معينة في فترة ما بين الحربين، ما أدى إلى استقبال عمله بالانتقادات وقاد إلى عقود طويلة من النقاش حول قيمة عمله السياقية. ينظر بعض الباحثين إلى بونجو على أنه إضافة ضرورية للمعتمد الأدبي المعاصر ومبشر لأدب ما بعد الحداثة، بينما يصفه آخرون بأنه شخص عادي ومتغطرس.

## سيرة ذاتية

### حياة بوهيمية
ولد بونجو في ياشي للزوجين اليهوديين كارول هايموفيتشي وغيزيلا نادلر. لا يعرف سوى القليل عن طفولته، عدا عن انتقال العائلة إلى بوخارست عندما كان بونجو طفلًا صغيرًا، حيث أكمل بونجو المرحلة الأولى والثانية من تعليمه. قد يكون بونجو التحق بجامعة فريدريك ويليام في برلين. علاوة على أمر الالتحاق غير المؤكد هذا، إلا أنه من المعروف أن بونجو قد قضى ربما جزءًا من شبابه في الإمبراطورية الألمانية وفي الإمبراطورية النمساوية-المجرية. ولقد ساهم هذا التلاقي الثقافي في رسم منهجه الأدبي بالكامل. قدر المؤرخ الأدبي أوفيد كرومالنيسيانو في مقالة كتبها عام 1977 أنه: «تسنت الفرصة لبونجو فقط من بين كل الكتاب الرومانيين، ليواجه حركة أسلوب الشباب، يوغيندستيل».
حصل بونجو على دخله الخاص عندما كان شابًا بالغًا من خلال تجارة المظلات والستائر. قدم أول أعماله الأدبية في عام 1912 عندما نشر في مجلتي بوخارست المسرحيتان رامبا وكورتينا. كان هنالك توقف في نشاط بونجو الأدبي خلال معظم فترة الحرب العالمية الأولى. من المحتمل تواجد بونجو في مناطق العدو عندما قاتلت رومانيا ضد ألمانيا وقوى مركزية أخرى، لكن، وبحسب المراجع في رواياته، ربما شهد أيضًا هذه الحرب ضمن القوات البرية الرومانية. يروي سيناريو آخر أن بونجو كان متواجدًا في فيينا خلال معظم عام 1917. ووفقًا لذلك فإن التاجر الروماني المهاجر التقى وأصبح صديقًا مقربًا مع الشاعر والناشط الهنغاري إندري أودي.
ربما عاد بونجو إلى بوخارست في أوائل عام 1918، في الوقت الذي كانت رومانيا تتفاوض على السلام مع ألمانيا. استحوذت مجلة سينا المسرحية اليومية على قصائد بونجو وترجماته عن بيتر آلتينبيرغ، لينشرها المسرحي أودولف إدموند هيرتز في مدينة بوخارست التي تحتلها ألمانيا. يفترض أن ميول بونجو الحداثية وتمرده الأسلوبي له جذوره الضاربة في هذه الفترة، ما جعله جزءًا من نفس الموجة التي اتبعها تريستان تزارا (المخترع الروماني للدادائية)، لكنه فقد الزخم بسبب إعلانه عن عمله الحداثي فقط بعد عام 1930.
في عام 1920، استأنف بونجو مساهمته ضمن مجلة رامبا حيث نشر ترجمته لقصائد أنطون ويلدغانز. عاد بونجو في ذلك العام إلى فيينا وهو ما يزال عضوًا ضمن هيئة التحرير في مجلة رامبا. ابتدأ فترة طويلة من النشاط مع صحيفة أدبية أخرى مقرها رومانيا تحمل اسم آديفارول ليتيرار شي آرتيستيك. أصبح بونجو كاتب عمود ثابت في الصحيفة بعد أن أسس جيدًا لسمعته كصحافي: انتشرت رسائله بعنوان («الحركة الفنية في بلادنا والخارج») في العديد من الصحف الوطنية. هناك العديد من المطبوعات الدورية التي احتضنت أعماله على مدار العقد مثل فياتا رومانيسكا وفاكلا وآزي وميريديان ومراجعة إسحاق لودو. بدأ بونجو كذلك باستعمال عدد من الأسماء المستعارة في الكتابة، تضمنت بالإضافة إلى إتش. بونجو، سيجسموند أبسوردول («سيجسموند العبثي»)، الذي عبّر بشكل فعال عن ذاته الأدبية. من الأسماء المستعارة الأخرى أيضًا، بون-تسو-هاش.